# NRK2
NRK2は、ノルウェー放送協会テレビチャンネルのうちの一つ。1996年9月1日開局。情報・文化番組や時事問題に重点を置き、さまざまなテーマに基づいて編成された番組を放送している。